# Marezige
Marezige (wł. Maresego) – wieś w Słowenii, w gminie miejskiej Koper. 1 stycznia 2018 liczyła 544 mieszkańców.